# Камбулазе
Камбулазе́ (фр. Camboulazet, окс. Cambolaset) — коммуна во Франции, находится в регионе Окситания. Департамент — Аверон. Входит в состав кантона Бараквиль-Совтер. Округ коммуны — Родез.
Код INSEE коммуны — 12045.
Коммуна расположена приблизительно в 520 км к югу от Парижа, в 110 км северо-восточнее Тулузы, в 18 км к юго-западу от Родеза.

## Население
Население коммуны на 2008 год составляло 349 человек.
| 1962 | 1968 | 1975 | 1982 | 1990 | 1999 | 2008 |
| ---- | ---- | ---- | ---- | ---- | ---- | ---- |
| 426  | 397  | 344  | 329  | 295  | 314  | 349  |

## Экономика

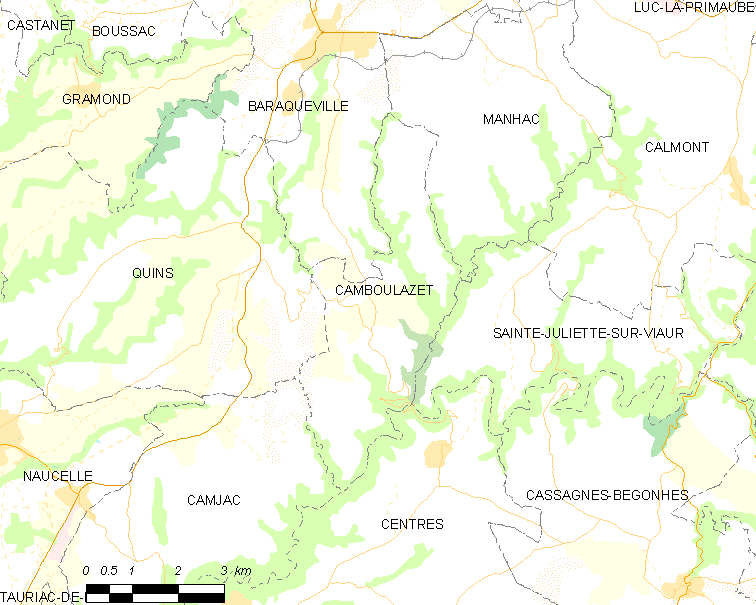
Карта коммуны

В 2007 году среди 192 человек в трудоспособном возрасте (15—64 лет) 160 были экономически активными, 32 — неактивными (показатель активности — 83,3 %, в 1999 году было 71,6 %). Из 160 активных работали 154 человека (87 мужчин и 67 женщин), безработных было 6 (1 мужчина и 5 женщин). Среди 32 неактивных 11 человек были учениками или студентами, 12 — пенсионерами, 9 были неактивными по другим причинам.